# Заволенье
Заво́ленье — деревня в Московской области России. Входит в Орехово-Зуевский городской округ. Население — 673 чел. (2010).

## География
Деревня Заволенье расположена в западной части Орехово-Зуевского района, примерно в 22 км к югу от города Орехово-Зуево. По западной окраине деревни протекает река Вольная. Высота над уровнем моря 118 м. В деревне 6 улиц. Ближайший населённый пункт — город Куровское.

## Название
В письменных источниках деревня упоминается как Заволенья (1784, 1862 годы), с 1890 года — Заволенье. Название происходит от местоположения деревни относительно центра уезда — за рекой Вольной.

## История
В 1926 году деревня являлась центром Заволенского сельсовета Запонорской волости Орехово-Зуевского уезда Московской губернии, имелась школа.
С 1929 года — населённый пункт в составе Куровского района Орехово-Зуевского округа Московской области, с 1930-го, в связи с упразднением округа, — в составе Куровского района Московской области. В 1959 году, после того как был упразднён Куровской район, деревня была передана в Орехово-Зуевский район.
До муниципальной реформы 2006 года Заволенье входило в состав Новинского сельского округа Орехово-Зуевского района. В 2006-2018 гг. входил в состав сельского поселения Новинское Орехово-Зуевского муниципального района, в 2018-2019 гг. в городском округе Ликино-Дулёво.

## Население
В 1926 году в деревне проживало 1351 человек (617 мужчин, 734 женщины), насчитывалось 258 хозяйств, из которых 217 было крестьянских. По переписи 2002 года — 712 человек (324 мужчины, 388 женщин).
| 1926 | 2002 | 2006 | 2010 |
| ---- | ---- | ---- | ---- |
| 1351 | ↘712 | ↗725 | ↘673 |